# 落語

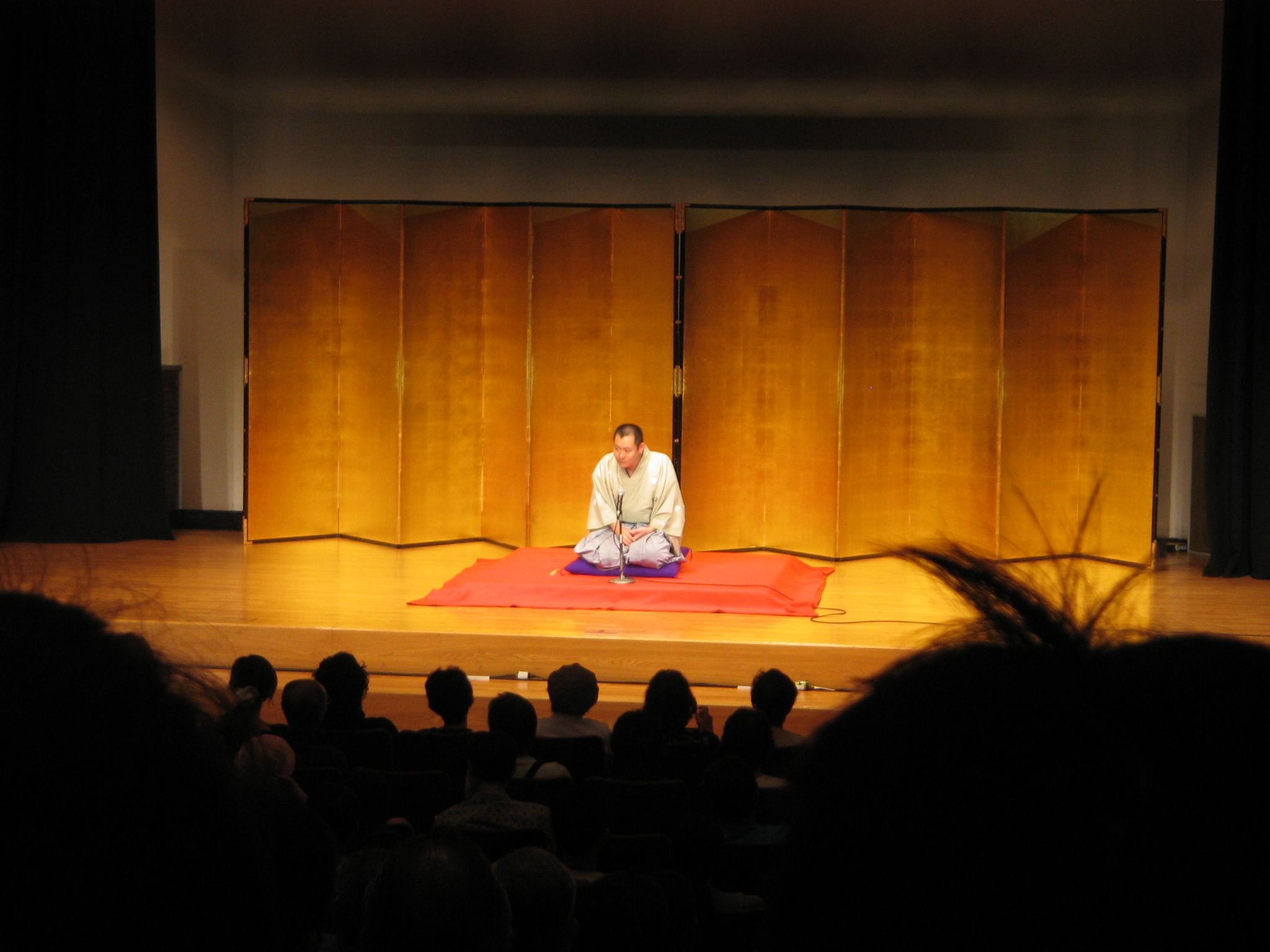
落語の口演

落語（らくご）は、江戸時代の日本で成立し、現在まで伝承されている伝統的な話芸の一種である。最後に「落ち（サゲ）」がつくことをひとつの特徴としてきた経緯があり、「落としばなし」略して「はなし」ともいう。「はなし」は「話」または「噺」とも表記する。
都市に人口が集積することによって市民・大衆のための芸能として成立した。成立当時はさまざまな人が演じたが、現在はそれを職業とする落語家によって演じられることが多い。
能楽や歌舞伎など他の伝統芸能と異なり、衣装や道具、音曲に頼ることは比較的少なく、ひとりで何役も演じ、語りのほかは身振り・手振りのみで物語を進め、また扇子や手拭を使ってあらゆるものを表現する。

## 概要
本来「落語」とは落語家が行う演目（ネタ）のなかでも滑稽を中心とし、落ち（サゲ）を持つ「落とし噺」（おとしばなし）のことを指したが、現在では人情噺・芝居噺・怪談噺をも含めた総称として用いられる。なお、「落語」という呼称の定着は明治に入ってからのことである。
落語は、凝った衣装や大がかりな舞台装置をなるべく使用せず、演じ手の技巧と聴衆の想像力で物語の世界が広がっていくという、きわめてシンプルで、また庶民にとっては身近な芸能として発展してきた。
落語の演じられる場所は、「寄席（よせ）」と呼ばれる常設館や一般のホールで演じられることが多いが、近年は若手による小さなライブもある。落語家の舞台のことを「高座（こうざ）」と呼ぶ。

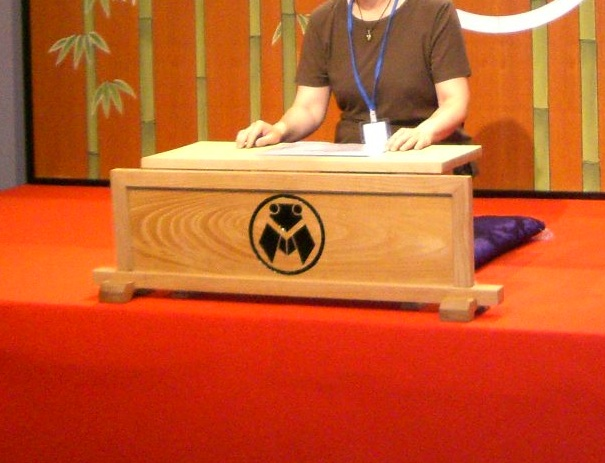
上方落語で使用される見台と膝隠

近郊都市を中心に発展してきた落語には、大きく江戸落語と上方落語の流れがあり、両者には、演目の内容や落ち（サゲ）、小道具、また慣習などに違いがある。同名の演目でも舞台となる地名を変えたり、サゲが同じでも途中の演出を変えたりする場合がある。上方落語だけに使われる道具として「見台」・「小拍子」・「膝隠」がある。見台とは演者が前に置く小型の机、小拍子とは小さな拍子木、膝隠しは低い衝立である。小拍子で見台を打ち鳴らすことによって場面転換をおこなったりする。また、上方落語独特の演出方法に「はめもの」があり、これは、噺の途中に入れる一種の効果音である。江戸・上方相互の交流は古くからさかんであった反面、地域性もまた現在に至るまで根強くのこっている。
世界的には、中国の話芸である「相声」のうち単口相声に形態が類似している。

## 歴史

### 落語の祖、安楽庵策伝
おもしろみのある話の源流は『竹取物語』、または『今昔物語』や『宇治拾遺物語』に収められた説話にまでさかのぼる。
滑稽な話を集めた本の元祖としては、京都誓願寺の安楽庵策伝が京都所司代の板倉重宗に語った話をもとに作られたという元和9年（1623年）の『醒睡笑』が挙げられる。浄土宗の説教師であった策伝は御伽衆として大名の話し相手となり、「落とし噺」の名手であるばかりではなく、文人であり茶人でもあった。策伝の著した『醒睡笑』は、幼少時から聞き覚えた話を集めた全8冊から成る笑話集で、収載された話は約1,000話におよんでいる。収載された話は最後に落ち（サゲ）がついており、策伝はこの形式で説教をしていたと考えられている。『醒睡笑』には現在の小咄（短い笑い話）もみられ、また、この本に収載された話を元にして『子ほめ』『牛ほめ』『唐茄子屋政談』『たらちね』など現在でも演じられるはなしが生まれているところから、策伝は「落語の祖」といわれる。なお、豊臣秀吉の茶話相手として近侍した御伽衆の一人、曽呂利新左衛門も噺家の祖といわれることもあるが、この人物の実在性については疑いがもたれている。

### 噺家のはじまり
落語はもともと「落とし噺（おとしばなし）」といい、落ちのある滑稽なものを指した。
元禄期、京都では露の五郎兵衛が四条河原や北野などの大道（だいどう）で活躍した。これを「辻噺」といい、これを行った人々を「噺家」といい、落語家の始まりとされる。五郎兵衛が机のような台に座って滑稽な話をし、ござに座った聴衆から銭貨を得るというものであった。五郎兵衛は、後水尾天皇の皇女の御前で演じたこともあった。
少し遅れて大坂に米沢彦八が現れて人気を博した。彦八は生玉神社の境内で小屋掛けの辻噺をおこない、名古屋でも公演した。『寿限無』の元になる話を作ったのが、この初代彦八であるといわれており、彼の出身地の大阪市では毎年9月に「彦八まつり」がおこなわれるほど上方演芸史において重要人物であるとされる。
同じころ、江戸の町では大坂出身の鹿野武左衛門が芝居小屋や風呂屋に呼ばれ、あるいは酒宴など、さまざまな屋敷に招かれて演じる「座敷噺」（「座敷仕方咄」）を始め、これが講談と並び評判となった。
時期をほぼ同じくして三都で活躍した上記3名は、いずれも不特定多数の観客から収入を得ていることから後世では噺家の祖とされる。ただし、江戸の武左衛門が些細なことから流罪に処せられたことから、江戸の「座敷噺」人気は下火となった。
なお、上方落語では今日「見台（けんだい）」という小型の机を用い、小拍子で打ち鳴らして音をたてる演出がある。これは京・大坂での大道芸として発展した「辻噺」の名残りといわれている。噺を聞く事が目的でない通行人の客足をとめるため、喧騒に負けず目立つ必要があったためと考えられている。さらには上方言葉で聞き手に語りかけ、旺盛なサービス精神で愛嬌を振るまうなどの親近感を出すための多彩な工夫も特徴とされる。
対して江戸落語（その後の東京落語）は、屋内でもともとは少人数を相手にした噺であり、噺家も聞き手に遠慮せず簡潔とすることが粋（いき）とされた背景が特徴とされる。

### 寄席の成立

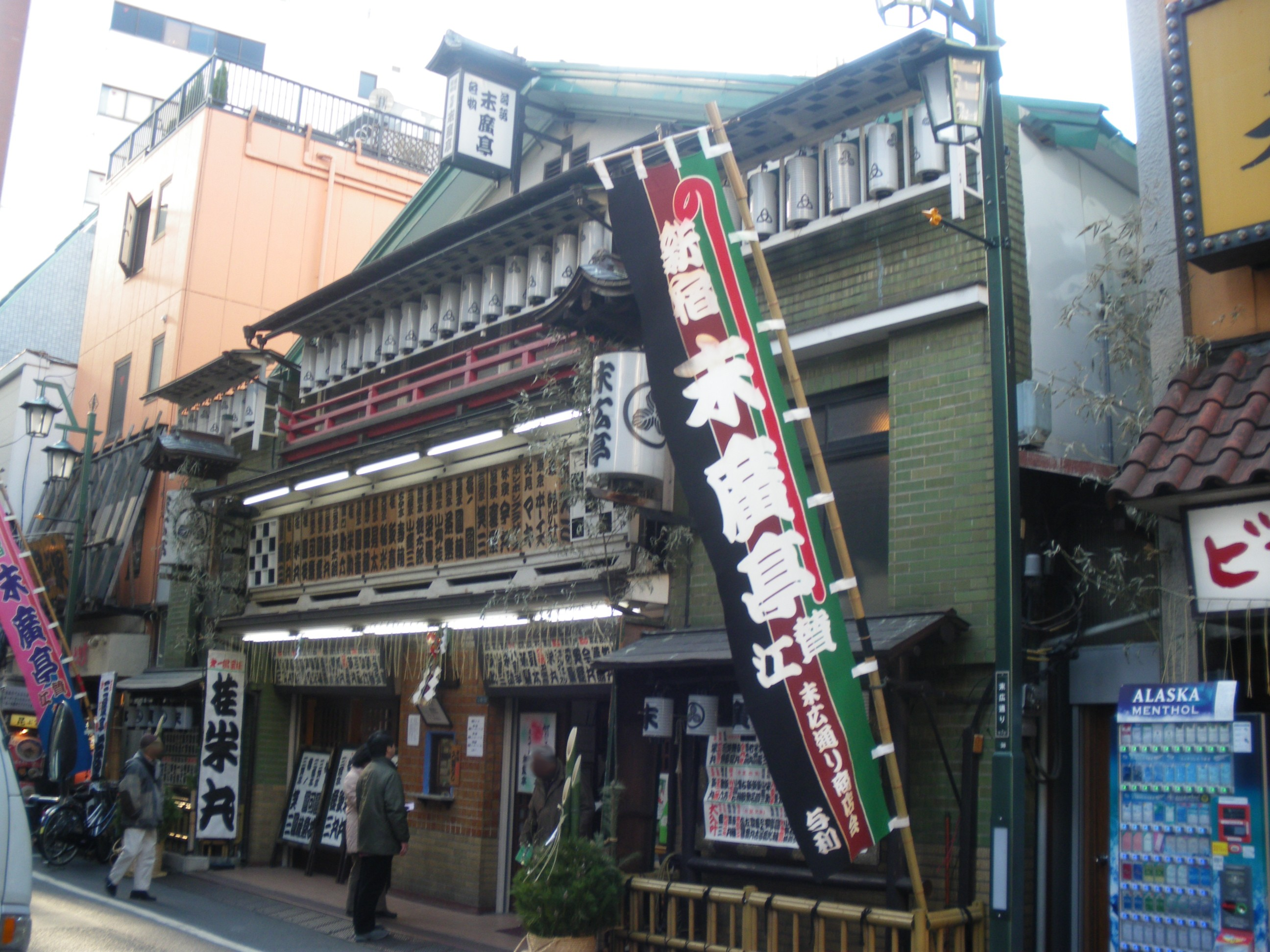
東京における代表的な寄席の一つ・新宿末廣亭

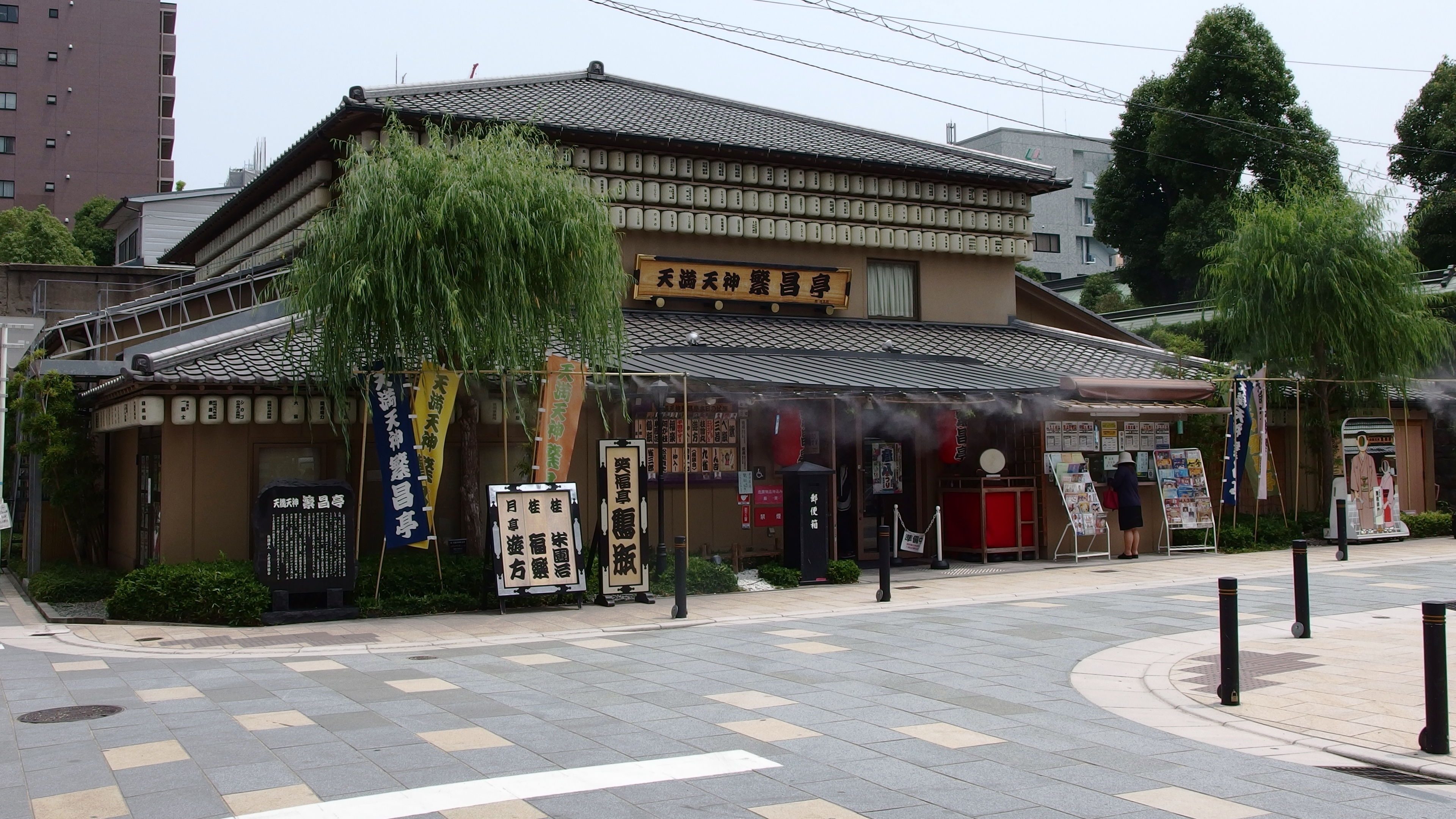
上方における定席の一つ・天満天神繁昌亭

18世紀後半になると、上方では雑俳や仮名草子に関わる人々が「咄（はなし）」を集め始めた。幕臣で狂歌師としても活躍していた木室七右衛門（白鯉館卯雲）は、京をはじめ各地で滑稽な話を収集し、『鹿の子餅』などの噺本にまとめて出版するなどした。
こうしたなか、天明（1781年 - 1789年）から寛政年間（1789年 - 1801年）にかけて、江戸では再び落語の流行がみられた。大工職人を本業としながらも、狂歌師や戯作者としても活躍した烏亭焉馬（初代）は天明6年（1786年）、江戸で新作落とし噺の会を主催して好評を博した。その後、料理屋の2階などを会場として定期的に開かれるようになり、江戸噺は活況を呈するようになった。焉馬はこれにより江戸落語中興の祖と称される。
寛政に入ると、大都市となった江戸では浄瑠璃や小唄・軍書読み・説教などが流行し、聴衆を集めて席料をとるようになった。これは「寄せ場」「寄せ」と称され、現在の寄席の原型となった。寛政3年（1791年）に大坂の岡本万作が江戸におもむき、神田に寄席の看板をかかげて江戸で初めて寄席興行をおこない、寄席色物が登場した。落とし噺の分野では、寛政10年（1798年）、江戸の櫛職人だった初代三笑亭可楽が下谷（現台東区）で寄席をひらいた。
可楽の寄席興行そのものは必ずしも成功しなかったが、「謎解き」や、客が出した3つの言葉を噺の中にすべて登場させて一席にまとめる「三題噺」、さらに線香が1分（約3ミリメートル）燃え尽きるあいだに即興で短い落とし噺を演じる「一分線香即席噺」など趣向を凝らした名人芸で人気を得た。また、多数の優秀な門人を育成し、江戸における職業落語家の嚆矢となった。
一方、上方では松田彌助（初代）が職業落語家のはしりであり、その門下からは松田彌七・2代目松田彌助・初代桂文治があらわれた。寛政6年（1794年）頃から活動を始めた初代文治（伊丹屋惣兵衛）は、大坂の坐摩神社境内に初めて常設の寄席を設けて興行したと記録されており、上方落語中興の祖と称されると同時に上方寄席の開祖でもある。また、当時さかんであった素人による座敷での素噺に対抗して、鳴物入り・道具入りの芝居噺を創作した。文治もまた、多数の優秀な門人を育て、桂派の祖となった。

### 江戸落語の隆盛
19世紀前葉の文化・文政年間（1804年 - 1830年）には娯楽としての江戸落語が隆盛を極め、文政末期には江戸に125軒もの寄席があったといわれる。そうしたなか、花形落語家として後世に名をのこす名人が何人かあらわれた。役者の身振りをまねるのが得意だった初代三遊亭圓生は、鳴り物を入れて、芝居がかりとなる芝居噺を始めた。また、武士出身で浄瑠璃音楽のひとつ「常磐津」の太夫となった初代船遊亭扇橋は、落語に転身したのちも浄瑠璃のいろいろな節調を語り分けるのが巧みなところから、音曲噺を始めた。さらに、初代林屋正蔵は、仕掛けや人形を用いる怪談噺を始め、「怪談の正蔵」と称されて人気を博した。圓生・扇橋・正蔵はいずれも、上述した初代可楽の弟子であった経歴を有しており、かれらもまた多数の門人を育てた。同じ可楽門下で「可楽十哲」のひとりといわれる初代朝寝房夢羅久は人情噺を初めて演じたといわれている。
現代では「色もの」といわれる各種の演芸もさかんになった。音曲を得意とした初代扇橋の弟子であった都々一坊扇歌（初代）は、三味線を弾きながら都々逸を歌い、人気を博した。また、可楽門下の三笑亭可上は、さまざまな表情を描いた目の部分だけの仮面をかけて人物を描き分ける「百眼（ひゃくまなこ）」という芸を披露した。
ところが水野忠邦による天保の改革の一環として風俗取締令が発せられ、200軒以上に増えていた江戸の寄席が15軒に激減した。水野失脚後は禁令がゆるみ、開国期にあたる安政年間（1854年 - 1860年）には江戸市中の寄席は170軒におよんだ。

### 幕末から明治へ
幕末から明治にかけて活躍した三遊亭圓朝は歴史的な名人として知られ、圓朝の高座を書き記した速記本は当時の文学、特に言文一致の文章の成立に大きな影響を与えた。
寄席にも近代化の波が押し寄せた。1876年（明治9年）4月、東京府権知事楠本正隆の名で、諸芸人に対し鑑札を発行し、税金を課すことを布告。これにより芸界の統一も不可欠となり、芸人仲間のうちで人望と実力のある三遊亭圓朝、3代目麗々亭柳橋、6代目桂文治の3人が頭取として選ばれ、かれらが交代で月番で責任を負うシステムが作られた。くじ売りの禁止、シモがかったネタの制限など、警察による寄席の取締も徐々に厳しくなり、高座は健全化されていった。
上方では桂派と三友派とがしのぎを削り、初代桂文團治・2代目桂文枝・3代目笑福亭松鶴ら名人上手が輩出した。
1903年（明治36年）には初めて落語のレコード録音がなされた。速記本とレコード落語の流布は、気軽に寄席に通えない人びとが気軽に落語を楽しむことを可能にした。

### 大正から昭和の時代
1917年（大正6年）8月には東京の柳派と三遊派が合併し、4代目橘家圓蔵、初代三遊亭圓右、3代目柳家小さんら売れっ子たちが中心となり、大手の寄席28軒との月給制の契約を交わす演芸会社「東京寄席演芸株式会社」を旗揚げした。この月給制に反対し、従来どおりのワリ（給金制）で対抗するべく、5代目柳亭左楽は「三遊柳連睦会（通称、睦会）」を設立した。そののち、前者は翌年11月に分裂。「東京演芸合資会社」と名前を変え、一方では上野鈴本を中心とした一派により「落語席中立会」（通称、中立会）が結成され、これがのちに「東西落語会」（東西会）へと発展した。しかし、1923年（大正12年）9月1日に起こった関東大震災を契機として三派合同の気運が生まれ、のちに合併して「東京落語協会」（現在の落語協会）が設立された。
1925年（大正14年）にラジオ放送が始まると、落語はラジオからも流れるようになった。また、それまでは落語を「おとしばなし」と読んでいたのを、「らくご」と読むようになったのもこれ以降である。1930年（昭和5年）には「日本芸術協会」（現在の落語芸術協会）が設立されている。
1930年代から1945年（昭和20年）にかけて、満州事変より太平洋戦争終結までの時期には国家による統制が強化され、時局にそぐわないとされた演目の上演が自粛されたり（禁演落語五十三種）、戦争遂行の観点に沿って演目の改編や新作が行われ、寄席やラジオ、レコード等各種メディアを通じて広められた（国策落語）。また、太平洋戦争終結後の連合国軍占領下でも、連合国軍最高司令官総司令部の方針に基づき、民主化に不適当とみなされた演目の上演が自粛された（自粛禁演落語廿七種）。
上方落語は、大正から昭和にかけて初代桂春團治らが活躍したが、昭和期に入ると漫才に押されて一時衰退する。戦中戦後にかけて、5代目笑福亭松鶴・4代目桂米團治ら「楽語荘」によってその命脈が辛うじて保たれたのち、1957年（昭和32年）に上方落語協会が設立され、今日の隆盛につながっている。
戦後の1950年代にはラジオで落語がブームとなった。また、大学のサークル活動としての落語研究会（通称「落研〈おちけん〉」）が生まれたのは昭和20年代頃である。
1953年（昭和28年）、テレビ放送が始まった。1960年代には落語ブームが起こるが、これはテレビ演芸ブームによってもたらされたものであった。なかでも初代林家三平は各種のテレビ番組で活躍し、「爆笑王」の異名をとった。1966年（昭和41年）には日本テレビ系で『笑点』の放送が始まっている。
1978年（昭和53年）、落語協会の運営方針をめぐって協会内で対立が生じ、6代目三遊亭圓生や古今亭志ん朝（3代目）、立川談志、7代目橘家圓蔵と弟子の月の家圓鏡（8代目橘家圓蔵）などが脱退した（落語協会分裂騒動）。しかし、圓生以外は結局落語協会に戻り、圓生一門で「落語三遊協会」を設立した。圓生没後は三遊協会は解散となり、5代目三遊亭圓楽の一門のみが「大日本落語すみれ会」（現在の円楽一門会）として独立し、それ以外は落語協会に復帰した。1983年（昭和58年）には立川談志一門が真打昇格の方針を巡って落語協会を脱退、「落語立川流」を創始して、みずから家元となった。現在、東京では落語協会・落語芸術協会・立川流・円楽一門会の四派体制がつづいている。

### 平成のブーム
平成に入って、1993年（平成5年）には初の「女真打」が誕生し、1995年（平成7年）には東京の5代目柳家小さん、翌1996年には上方の3代目桂米朝がそれぞれ「人間国宝」に選ばれた。
21世紀に入って、落語界には、マスメディアでも幅広く活躍していた春風亭小朝が発起人となった「六人の会」や、新作落語の隆盛をめざした話芸集団「SWA（創作話芸アソシエーション）」の結成という新たな展開が生まれ、一方では長瀬智也と岡田准一が主人公を演じたテレビドラマ『タイガー&ドラゴン』（TBS系）や連続テレビ小説『ちりとてちん』（NHK）などの影響によって新たな落語ファンが生まれた。
また2010年代中盤には、雲田はるこ『昭和元禄落語心中』や立川談春『赤めだか』など、落語を題材にした漫画・エッセイ等が人気を呼ぶとともに、西新宿ミュージックテイトや渋谷らくごなど、従来の寄席やホール落語とは違い、初心者や若い人も気軽に足を運びやすい落語会が増えたこともあり、一部マスコミからは落語ブームと呼ばれている。
このような現象はしばしば「平成の落語ブーム」と呼ばれる。このブームの特徴は、「この落語家を聴け！」などの初心者向け書籍でブームを盛り上げた広瀬和生によると「落語全般」が好きな落語マニアによるブームだけではなく、それぞれ自分のことばで積極的にweb上で好きな落語家を語るようになったファンによるブームであるということで、個別に熱烈なファン層をもつ落語家が多数存在することによっているとされる。

## 落語の演目とその分類
落語演目の分類にはいくつかの方法があり、それによって立てられる種類や区分も異なることもある。

### 成立時期による分類
古典落語と新作落語があるが、その厳密な定義は難しい。
江戸期から明治期ごろまでに原型が成立し、太平洋戦争終結頃までの時期に演出が確立した演目を「古典落語」という場合がある。これに対し、「新作落語」は作者もしくは初演者以外の噺家が演じることは少なく、多くは現代的な事象を扱い、また、社会の動向に機敏に反応した時事的な作品や風刺性の強い作品も多い。
ごく大まかには、不特定多数の演じ手が現代にいたるまで連綿と受け継いできた、主として作者不詳のいわば「スタンダード作品」としての落語が「古典落語」、特定の演者または作家がつくる「同時代限定」で演じられるのが「新作落語」である。しかし、明治時代の三遊亭圓朝（初代）が創作した、『文七元結』『芝浜』『鰍沢』『死神』『真景累ヶ淵』『牡丹灯籠』『怪談乳房榎』『双蝶々』などの作品群は、作者が明確にわかっていても「不特定多数の演じ手が受け継いできた」という点では古典的であり、今日ではむしろ最も正統的な古典落語として位置づけられることが多い。しかし、当時にあっては圓朝はいわば、こんにちでいう「新作落語家」だったわけである。漫画『のらくろ』で知られる田河水泡作の『猫と金魚』も昭和の新作落語であるが、多くの演者に共有されているところから、「古典落語」と見なされることが多い。上方では、4代目桂米團治作の『代書』が太平洋戦争勃発直前に創作されたものである。
一方、戦後に創作された純然たる新作落語であっても、設定が江戸時代で、古典に即した話題と様式を踏襲している作品もある。
以上のように、「古典」「新作」の線引きは必ずしも明確ではない。3代目桂米朝が創作した『一文笛』などは、多くの演者によって演じられており、両者の境界線上にある作品も決して少なくない。
「古典落語」という言葉は、昭和30年代から40年代にかけての「ホール落語」の定着とともに普及したものであり、それ以前には存在しなかった言葉である。同時に「古典落語こそ正統」「新作落語は邪道」という偏見も広まった。このような偏見を打破した革命児が三遊亭圓丈であり、かれは春風亭昇太・三遊亭白鳥・柳家喬太郎・林家彦いち等に影響をあたえた。また、落語の衰退を嘆いた立川談志門下からは、新作も古典も演じ、古典も現代的視点から語る立川志の輔や古典落語にコントの手法を導入し映画（洋画）の落語化を多数手がける立川志らく、「改作落語」で知られる立川談笑らが登場し、上方では6代 桂文枝が三枝時代から「創作落語」の名で自作の新作落語を多数口演し、聴衆を沸かせている。こうして、「古典」「新作」の厳しい区別や両者の不毛な対立、あるいは双方に対する先入観・偏見は寄席の番組などではしだいに過去のものになりつつあるが、地方のホール落語会などでは、古典落語＝落語であるという固定観念はぬぐえていない。

### 演出の方法や構成による分類
落とし噺（滑稽噺）と人情噺に大別され、他に芝居噺・怪談噺・音曲噺がある。
古典落語のうち、滑稽を中心とし、噺の最後に「落ち」のあるものを「落とし噺」という。これが「落語」の本来の呼称であったが、のちに発展を遂げた「人情噺」や「怪談噺」と明確に区別する必要から「滑稽噺」の呼称が生まれた。今日でも、落語の演目のなかで圧倒的多数を占めるのが滑稽噺である。龍谷大学の角岡賢一は、上方落語の「滑稽噺」について、「生業にかかわるもの」（日常性）と「道楽にかかわるもの」（非日常性）に大別し、さらに細分化を試みている。
人情の機微を描くことを目的としたものを「人情噺」といい、親子や夫婦など人の情愛に主眼が置かれている。人情噺はたいていの場合続きものによる長大な演目で、かつては主任（トリ）として寄席に出た噺家が10日間の興行のあいだ連続して演じる作品であったが、現在ではその区切りのよい一部分が取り出されて演じられることが多い。こうしたことから、人情噺にあっては、「落ち」はかならずしも必要ではない。
「落とし噺」や「人情噺」が一般に素で（語り中心で）上演される「素噺（すばなし）」であるのに対して、芝居のような書割や音曲を利用し、場合によっては演者が立って芝居のような見得をおこなったりする演目を「芝居噺」という。特に幽霊が出てくるような「怪談噺」は、途中までが人情噺で、末尾が芝居噺ふうになっている場合が多い。怪談噺もまた、笑いでサゲをつけるという落語の典型からは外れている。
広義には芝居を題材にしたり、パロディにしたりしている演目を「芝居噺」と呼ぶ場合もある。この場合には、全体として「落とし噺」の構造を取り、なかにところどころ歌舞伎ふうの台詞廻しが混じる程度で、立って所作を行うことはない。なお、桂米朝（3代目）によれば、上方落語においては、下座の鳴物囃子を利用する落語はいくらでもあるので、少しくらい演出が芝居がかりになったくらいでは「芝居噺」とは呼ばれないとのことであり、そこから角岡賢一は、本来の「芝居噺」の定義はごく狭いものであったと結論づけている。
大げさな所作が加わらなくても、音曲を利用して話をすすめてゆくネタもあり、これらを「音曲噺」と称する。ただし、上述のように上方では伝統的に噺の途中に「はめもの」として音曲が利用されることが多いため、「音曲噺」というカテゴリーは江戸落語に限られる。

### 難易度による分類
難易度の高さにより、初級者向けの「前座噺」「旅のネタ」と称される演目、難易度のきわめて高い「大ネタ」と称される演目がある。
前座が初めに習い覚える話を「前座ばなし」と呼ぶ。多くは口慣らしや口捌きを兼ねた単純で短い、しかし基礎的な技術を養うのに適したネタで、二つ目や真打によって演じられることもあるが、比較的簡単な軽い話とみなされるためにトリの演目になることはない。
逆に、長編大作や人情噺などのうちで特に難易度の高い作品を「大ネタ」と称することがあり、もっぱらトリの演目となる。
なお、上方では前座噺として長い続きものの「旅のネタ」を行うことが多い。これは、噺がどの部分で切っても次の演者を迎えられる構成になっているためだといわれる。

### 「落ち」の種類による分類
大きくは、「地口オチ」と「考えオチ」がある。
また、にわか落ち（地口オチ）、考え落ち、ひょうし落ち、逆さ落ち、まわり落ち、見立て落ち、まぬけ落ち、じこく落ち、トントン落ち、とたん落ち、ぶっつけ落ち、しぐさ落ちなどに細分する分類もある。これは、必ずしも十分な分類法ではないが、現在も幅広く用いられている。
このほかに桂枝雀による四分類法（ドンデン、謎解き、へん、合わせ）がある。

## 噺の構成
マクラ、本題、落ち（サゲ）が基本構造となっている。

### マクラ
本題への導入部である。自己紹介をしたり、本題に入るための流れを作ったり、また、本題でわかりにくい言葉の説明をさりげなく入れたりする。落語は「目の前の観客に対して語りかける芸能」である。一般的に、落語家はいきなり落語の演目に突入することはほとんどなく、まずは聴衆に語りかける雰囲気をつくるために挨拶したり、世間話をしたり、軽い小咄を披露したりしてから本題に入っていく。マクラは、噺の本題とセットになって伝承されてきているものが少なくない。
マクラの果たす役割は、小咄などで笑わせて、本題の前に聴衆をリラックスさせる、本題に関連する話題で聴衆の意識を物語の現場に引きつける、「落ち
（サゲ）」への伏線を張る、などが挙げられる。古典落語の演題の中には、現在では廃れてしまった風習や言葉を扱うものがあり、それらに関する予備知識がないと、話全体や落ちが充分に楽しめないことがあり、6代目三遊亭圓生は、このような「解説のためのマクラ」の達人であった。
優れた演じ手はマクラも個性的であり、工夫を凝らしている。近年は、マクラがそれ自体エンターテイメントになっているような「マクラが面白い落語家」が増えている。
寄席など、出演時間が短い場合に、マクラだけで高座を降りることもある。

### 本題
笑いが主体の滑稽噺が大半を占め、人情の機微をえがく人情噺がそれに次ぐ。人情噺は、「大ネタ」といわれる長い噺が多い。ほかに幽霊などの怪異を描く怪談噺などがある（詳細は前節参照）。
本来の筋にはない、演者によって挿入されたおかしみのある部分を「くすぐり」と呼ぶ。一般的には話の筋から大きく外れないくすぐりが好まれる。

### 落ち（サゲ）
滑稽噺における噺の締めくくり、笑いをともなう結末のことであり、落語が、元来「落とし噺」と称されてきた所以である。「落ち（オチ）」は、現在では日常語としても当たり前に使用されている。落語においては、これを「サゲ」という場合がある。
人情噺の終わり方は「落ち」ではなく、「…という一席でございます」など説明のかたちで締める。また、寄席などでは演じ手の持ち時間が決まっていることが多く、時代的に判り難い「落ち」が出て来たなどの関係で、本来の「落ち」まで行かず、適当にキリのよいところで話を切り上げることも多い。
これについては、広瀬和生は必ずしも「オチ」イコール「サゲ」ではないとしている。説明で終わったり、本題の途中で中断したりしたものを「オチ」とは呼べないが、演じ手が落語の締めくくりのフレーズを言うことを「サゲる」と表現することから、広瀬は純粋な「オチ」も含めた締めくくりの言葉全般を「サゲ」としている。
なお、滑稽噺の「落ち」は、古典落語の場合、かつては「洒落」として通じ、当時は面白かったかもしれないが、今日では死語になっていたり、理解不能な概念になってしまっているものも少なくない。「サゲ」において重要なことは、聴衆に対し「噺はこれでおしまい」と納得させることと考えられるので、現代人が納得できるような「落ち（サゲ）」のあり方が求められる。

## 表現の要素
落語において用いられる表現の要素は、
- 言葉
  - 音声として発せられる口頭語。
- 仕草
  - 最小限のものに限られ、基本的に立ち上って歩くことはない。
- 仕草のための小道具
  - 扇子・手ぬぐいの2種（上方落語は見台と小拍子、張扇を加え5種）に限定される。
- そのほか特殊な演目における付随的要素
  - 上方落語・音曲噺のはめもの、芝居噺の書割・ツケなど。
- 口演には直接関係ないが、落語の演ぜられる場を構成する要素
  - 出囃子、噺家の衣装（着物）、座布団、高座、緋毛氈、屏風、めくり、上方落語の見台・膝隠しなど。

の5要素に区分することができる。このうち特に重要なのは「言葉」と「仕草」であり、これが落語という芸の根幹を成しているといえる。
以下、言葉と仕草という要素を中心に説明してゆく。

### 言葉
一般的に古典落語には定められた口演台本があり、噺家はこれを記憶して高座で再現する（ただし、必ずしも筆記されたものとは限らない。多くの場合は口伝えである）。すなわち落語のもっとも基礎的構成要素は、これらの台本を含めた「言葉」であるといえる。言葉の側面から見た落語には以下のような特徴が指摘できる。
- 地の文と会話文（対話文）で構成されているが、噺の勘所にくると会話文によってテンポよく話を進めてゆき、説明的な地の文が少なくなる（この点が話芸としての講談との相違である）。
- 地の文の省略によって伝えきれないディテール（登場人物の細かい気持の変化や感情、会話をとりまく情景）は仕草によって補われて表現される。
- 登場人物の多寡にかかわらず全てを一人で演じ、役割分担ができない。このため声調、言葉づかい、話しかた、間のとりかた、速さなどによって登場人物の個性を印象づける工夫がなされる[22]。
- 会話文から地の文への移りやその逆の場面、あるいはその他大勢的な多人数の会話においては、だれの視点から語られているのか判然としない語りが存在したり、気づかない間に語りの担い手が入れ替わったりするが、それが聴衆には不自然に聞こえない。

演じ分けについては、言葉のニュアンスや使い方によって登場人物の個性が浮き上がる工夫が必要であり、江戸弁にきびしかった10代目桂文治は、つねづね「職人言葉と商人言葉ではまったく違うもんだ」と語っていた。

### 仕草
仕草は、落語において言葉の限界を補うための存在である。すなわち演劇のように話のすべての部分について仕草がともなっているわけではなく、言葉だけでは表現しきれない部分に補足的な意味を持って仕草が付加されているのである。落語においては、パントマイムのように、実際には無いものであっても聴衆の想像力に頼りながら「そこに在るように」見せなければならない。「言葉だけでは表現しきれない」内容については、仕草は、言葉では端的に表現できない動作や地の文の欠如を補うといった低次のものから、素の芸において聴衆の想像力を刺激するために付加されるきわめて高度のものまで含まれる。仕草においても言葉同様、一人全役が原則であり、噺家は必要に応じて次々にさまざまな役のさまざまな仕草を仕分ける。仕草の主なものには以下のようなものがある。
- 表情：登場人物の表情を演じる。必要に応じてわざと強調した、おもしろい表情をつくることもある。
- 視線：上位の人物（家の主人） が下位の人物（訪問客） に話しかける場合には舞台下手を向き、逆の場合には舞台上手を向く。視線や体勢の角度を変えることで、登場人物の間の遠近や位置関係を表現することもできる。会話の部分において、こうして視線を切り替えることが、登場人物を仕分けて聴衆に印象付ける効果的な手法となる。
- ものを食べる：閉じた扇子を箸に見立てて、あるいは手づかみで、さまざまなものを食べる仕草が落語のなかにはある。食べものや食べる状況によって仕分けるコツがそれぞれにある。名人桂文楽が甘納豆（『明烏』）・枝豆（『馬のす』）などで見せた至芸が有名。
- 歩く：正座したまま、あるいは軽くひざ立ちぐらいになって、手をぶらぶら動かしながら、両膝を交互に動かす。立ち上って実際に歩くことは基本的にない。例外的に5代目古今亭志ん生の『疝気の虫』、6代目三遊亭圓生の『能狂言』では実際に舞台から「歩き去る動作」自体がサゲとなっている。
- 書く：もっとも一般的には手ぬぐいを帳面や紙、扇子を筆に見立てて字を書く。上方落語の場合は見台を机に見立てることもある。
- 舟を漕ぐ：落語にはめずらしい大きな動きで、扇子を竿や艪にして演じる。力仕事らしい感じを出さなければならない。
- 寝る：横になることができないので、腕を添えてひじ枕の感じを出す。演出上の工夫である。
- 指さす・目をつかう：落語の性質上、噺のなかに登場するモノを実際に高座に持出すことは不可能であるために、虚空を指さしたり、見たりすることで、あたかもそれらがあるかのように演じる工夫がある。例えば「刀を抜く」という仕草の場合、扇子を柄に見立てて抜いた後、鍔元から切先まで視線を動かしながら見ると、刀の長さが観客に伝わるという口伝がある。
- 涙を流す：主に人情噺で多く用いられる。高座に持参した湯呑みの中の茶や湯に指をつけ、その指で目の下を縦になぞる。

厳密には話芸ではないが、食べる、飲む、歩く、走る、着るなど、登場人物の動作を、座布団の上に制限された動きで表現することも、臨場感を出す上で非常に重要な役割を果たす。

### 道具
使用する道具は、原則として扇子と手ぬぐいに限られる（稀に湯呑みも使われる）。扇子と手ぬぐいは、落語の表現上抽象性があらかじめ与えられており、状況に応じて、前者は箸や刀・槍、煙管などを表現し、後者は財布や本・帳面・証文、胴巻き、煙草入れなど幅・広さのあるものに見立てられ、様々な用途で使用される。
扇子は落語家の符牒で「カゼ」と呼ばれ、特に幅が広く作ってある。刀、槍、箸、筆、キセルなど棒状のもののほかに、開いた状態で手紙や提灯に見立てられる。舟をこぐ棹や櫓、魚釣りの竿などは目線を使い長さが表現される。
手ぬぐいは「マンダラ」と呼ばれる。財布や証文、煙草入れ、本・帳面、巾着など袋状・布状の物の他に、紐や縄として使われる。演じ手によっては、丸めて芋になったり、頭にのせて狐が化けるときの木の葉になったりとさまざまに用いられる。
上方落語ではこれらの他に、演者の前に上述の見台、さらにその前に低い衝立状の膝隠しが置かれる。

### 服装・効果音
落語家は単純な柄か無柄の和服を着用する。このとき、羽織の脱ぎ方一つをとっても約束事があり、演目のイントロダクションともいうべき関連した話題や背景を紹介していくマクラから本題に移行する合図として羽織を脱ぐ場合、大店（おおだな）などの商家を扱った演目では羽織を羽織ったままの場合、八つぁん・熊さん等の名で代表される職人・町人が登場するものでは羽織を脱ぐ、などの区別がある。さらに、羽織の脱ぎ方も肩から滑らせるようにして一瞬で脱ぐ所作も注目すべき点である。このような決めごとにより、観衆の耳目を自身の芸そのものに集中させる。落語は純粋な話芸であり、演じている最中は、音曲や効果音などは制限される。ただし地域や演目などによっては、出し物の最中に音曲や効果音が使用される場合がある。宴会の場面では賑やかな「さわぎ」という曲を入れる場合、また、幽霊が出てくるときは「ドロ」という太鼓を鳴らす場合がある。落語のあとに踊るとき三味線・太鼓を鳴らす場合もある。

## 他の芸能との違い
落語が再現芸術でありながら演劇や舞踏と一線を画して考えられるのは、演劇・舞踏といった芸能が通常扮装をともなって演技されるのに対して、落語においては扮装を排し、素のままで芸を見せるためである。すなわち落語では、噺家は登場人物や話の流れに相応しい身なりや格好をモノ（衣装・小道具・大道具・書割・照明・効果音）で表現することはなく、主として言葉と仕草によって演出効果をねらう。そのために、落語の表現要素は、
1. 噺家の芸に結びつく基本的な要素（言葉、仕草）
2. 1.を助けるためにその場に応じて何にでも変化できるようなニュートラルな最低限のモノ（小道具、衣装）

とに区分することができるのである。これは、素の芸であることを前提とする落語の大きな特徴であるといえるだろう。
一人の話者が聴衆を笑わせる芸としては、ほかに漫談が挙げられる。しかし、漫談が聴衆に語りかける話法を用いるのに対し、落語は主として登場人物同士の対話によって話が進められてゆくことがひとつの大きな特徴であるといえる。マクラの部分を別とすれば、落語の本筋の部分では、必要最小限の情景の叙述（「地」といわれる部分）と、演出上、話からはなれて緊張を解くなどの目的で、「語りかけ」に戻ることもあるが、主として、物語は対話で成り立っている。
なお、会話が少なく、主にいわゆる「地の文」で展開される話を「地噺（じばなし）」と呼ぶ。地噺の例としては、『紀州』などがある。

## 落語家と所属団体
寄席や演芸場（ホールともいう）の興行で演じるプロを落語家（噺家）と呼ぶ。ほとんどのプロの落語家は同業組合（ギルド）に加入するが、2代目快楽亭ブラックのような例外も存在する。内部では徒弟制度が敷かれている。
落語家の団体には、以下のようなものがある。
東京
- 一般社団法人落語協会（落協）
- 公益社団法人落語芸術協会（芸協）
- 五代目圓楽一門会
- 落語立川流

上方
- 公益社団法人上方落語協会

東京においては、見習いに始まって、「前座」（ぜんざ）、「二つ目」（ふたつめ）、「真打」（しんうち）の身分制があるが、上方の落語家にはない。上方の寄席では、前座ではなく「お茶子」と呼ばれる人が高座返しなどをおこなう。
なお、落語家の生活は明治時代から寄席の興行収入の歩合（割）だけでは生活が成り立つことはなく、落語家自身がお座敷やキャバレー、屋形船など酒席での余興から収入を得たり、旅の仕事（地方廻り）をする場合が多く、スポンサー（旦那、お旦）からのお小遣いや妻の賃労働収入をあてにすることもあった。現代も二つ目までは生活が厳しいといわれている。副業・内職・アルバイトの収入源・額はさまざまであり、著名な副業では木久蔵ラーメンをプロデュースして商品・店舗展開を行った林家木久扇の例がある。

## 寄席・落語会

### 寄席（演芸場）
- 上野鈴本演芸場（東京都台東区上野、無休）
- 新宿末廣亭（東京都新宿区新宿、無休）
- 浅草演芸ホール（東京都台東区浅草、無休）
- 池袋演芸場（東京都豊島区西池袋、無休）

以上4席は、通常落語定席として狭義の「寄席」と呼ばれる。
- お江戸上野広小路亭（東京都台東区上野、毎月1-15日）
- お江戸両国亭（東京都墨田区両国、毎月1-15日）
- 国立演芸場（東京都千代田区隼町、毎月1-20日）
- 天満天神繁昌亭（大阪市北区天神橋、無休）
- 大須演芸場（名古屋市中区大須、毎月1-7日）
- 横浜にぎわい座（横浜市中区野毛町、毎月1-16日）
- 神田連雀亭（東京都千代田区須田町、基本無休）
- 魅知国定席 花座（宮城県仙台市青葉区一番町、基本無休）

### おもな落語会
- 東京落語会（NHK・落語協会・落語芸術協会共催）
- 紀伊國屋寄席（毎月1回、紀伊國屋書店、紀伊國屋ホール）
- 落語研究会（毎月1回、TBS主催、国立劇場・小劇場）
- 三越落語会（隔月1回、三越百貨店、三越劇場）
- 朝日名人会（毎月1回、朝日新聞主催、有楽町朝日ホール）
- 上新庄えきまえ寄席（毎月1回、春日神社（大阪市東淀川区）、春日神社集会所2階）
- 上方落語勉強会（毎年数回、米朝事務所、京都府立文化芸術会館）
- 島之内寄席（毎月1回、上方落語協会主催、トリイホール）
- 渋谷らくご（毎月第2金曜から5日間、渋谷ユーロスペース）

## 録音・録画の収集
高座の模様が収録された記録メディア（レコード・カセットテープ・CD、映像を含むビデオテープ・DVDなど）が市販されており、それを購入したり、ラジオやテレビ等で落語を放送する番組をオープンリールテープやカセットテープ、MD等に録音、あるいはビデオテープやDVD・ブルーレイ等に録画（エアチェック）して収集する。昭和の時代にはラジオで番組の録音が積極的に薦められていたが、近年では音源の販売・配信などが進み、また収集した音源や映像の利用が個人の場合は原則私的目的のみに制限されることもあり、エアチェックは以前より積極的には推奨されていない。
現在では入手困難な、戦前の落語家たちの名演が聞けるSPレコードを集める者もいる。特に著名なSP盤の収集家としては、のこぎり演奏家としても知られる落語家の都家歌六（8代目）と岡田則夫が挙げられる。2人が集めたSP盤は約4,000枚におよび、日本で発売された落語SPの8割にあたる。2人のコレクションの一部がデジタル化され、2006年（平成18年）には『SPレコード 復刻CD集 昭和戦前面白落語全集』として発売された。8代目都家歌六には『落語レコード八十年史』の著書がある。
SPレコード以降のEP・LPに関しては、1980年代にCDに置き換わるまでの流通量が膨大であることや商品としての性質がより大衆的であるため研究者がおらず書籍も刊行されていなかったが、2019年（令和元年）、演芸レコード愛好家を名乗る伊藤一樹（1985年 - )により書籍『落語レコードの世界』が発行された。この本で伊藤と解説の長井好弘は、ライブではないスタジオ録音でのリスナーを意識した表現を突き詰めた演じ方と収録方法、周到に用意されたまくらの内容、篠山紀信が撮影したレコードジャケットのカラー写真の大きさと美しさなども含めて落語レコード（LP）の最高峰として三遊亭圓生（6代目）による『圓生百席』（CBSソニー（当時）、プロデューサー：京須偕充）を絶賛している。
レコード化されていない音源なら、演芸評論家で『落語大百科』（全5巻）の著者でもある 川戸貞吉が挙げられる。TBSラジオ『早起き名人会』のアナウンサーを務めた川戸は、学生時代から落語テープを収集し、放送等に限らず、独自に高座での口演を録音し続けた。川戸のコレクションもまた、CDボックスとして発売されている。
- CDボックスセット 川戸貞吉（撰）『古典落語の巨匠たち・寄席の噺・ホールの噺』第一期・第二期（ゲオ）

その他、司会者として活躍した玉置宏はNHKラジオ第1放送の『ラジオ名人寄席』で席亭（番組進行役）を務めたが、このなかで落語テープの収集家であることが明かされた。『ラジオ名人寄席』の目玉は、落語の歴史に通じた玉置が秘蔵する往年の名人の落語テープが披露され、解説が加えられることで、この企画はマニアックな演芸ファンの人気を博した。しかし、2008年（平成20年）2月10日に放送された8代目林家正蔵（林家彦六）『大仏餅』の音源が、1987年（昭和62年）にTBSラジオ『早起き名人会』で放送されたものであることが判明し、これによりNHKがTBS側に陳謝し、著作権料を支払った。さらに、このような無断使用は、番組が放送されていた12年間でNHK以外のメディアから91演目にもおよぶことがわかり、これに対する著作権料も払っていなかったため、玉置は責任を取って降板、番組も打ち切られた。
「『ラジオ名人寄席』での音源不正使用」の件で川戸とともに玉置を告発した草柳俊一は、数多くの落語録音にレコーディング・エンジニアとして従事し、現在は「極楽亭プロジェクト」なる協同蒐集活動を呼び掛けている。草柳もまた、落語テープのコレクターでとくにオープンリールにこだわった収集活動をおこなってきた。草柳が集めた落語や寄席演芸の録音は22,000点におよんでいる。草柳の著書（芸能評論家矢野誠一との共著）に以下がある。
- 矢野誠一・草柳俊一（共著）『落語CD&DVD名盤案内』大和書房、2006年

落語に関するありとあらゆる資料（書籍・古書・音源・刷物・グッズ・自筆物など）の個人収集家としては次の3氏が挙げられる。
- 4代目桂文我（落語家[33]。）
- 岡田則夫（前出。演芸史研究家[34]。SP盤はじめコレクションは多種にわたる）
- 前田憲司（演芸史研究家。上方演芸資料が中心）

## 落語のネタが元になった作品および落語を題材にした作品[疑問点–ノート]

### 落語のネタが元になった作品

#### 映画
- 映画 落語長屋は花ざかり 1954年 監督:青柳信雄
- 映画 夏祭り落語長屋 1954年 監督:青柳信雄
- 映画 落語長屋お化け騒動 1954年 監督:青柳信雄
- 映画 幕末太陽傳 1957年 監督:川島雄三
- 映画 大笑い江戸っ子祭 1959年 監督:齋藤寅次郎
- 映画 幽霊繁盛記 1960年 監督:佐伯幸三
- 映画 運がよけりゃ 1966年 監督:山田洋次
- 映画 落語野郎 大脱線 1966年 監督:杉江敏男
- 映画 落語野郎 大馬鹿時代 1966年 監督:杉江敏男
- 映画 落語野郎 大爆笑 1967年 監督:杉江敏男
- 映画 落語野郎 大泥棒 1967年 監督:松林宗恵
- 映画 ゴルフ夜明け前 1987年 監督:松林宗恵
- 映画 怪談 2007年 監督:中田秀夫
- 映画・テレビドラマ 歓喜の歌 （映画）2008年 監督:松岡錠司 （テレビドラマ）2008年 制作:北海道テレビ（テレビ朝日系列）
- 映画 らくごえいが 2013年 オムニバス映画
- 映画 明烏 あけがらす 2015年 監督:福田雄一

#### テレビ
- テレビ番組 にほんごであそぼ「寿限無」2003年 NHK教育テレビ
- テレビ番組 てれび絵本「えほん寄席」 2006年〜 NHK教育テレビ（2008年頃には不定期で放送していたが 2011年以降 定期的に放送されている）
- テレビ番組 超入門!落語 THE MOVIE 2016年 - 落語の演目をあえてドラマ映像化する番組。
- スペシャルテレビドラマ 『あしたの家族』2020年1月 - 新作落語の演目が原案になっている。

#### ラジオ
- ラジオドラマ ラジオ生放送ドラマ「芝浜」 2006年 文化放送
- ラジオドラマ 生ラジオドラマ「火焔太鼓」 2007年 文化放送

#### 舞台
- ミュージカル 死神 演出:藤田敏雄
- 宝塚歌劇 月組公演 なみだ橋えがお橋 2002年 作・演出:谷正純
- 宝塚歌劇 花組公演 くわらんか 2005年 作・演出:谷正純
- 舞台 地獄八景・・浮世百景 2007年 監修:桂米朝 脚本:東野ひろあき 演出:G2
- 宝塚歌劇 星組公演 ANOTHER WORLD 2018年 作・演出：谷正純

#### その他
- アニメーション（ビデオソフト） 山藤章二のラクゴニメ Vol.1〜Vol.10 続1〜続2 1993年〜 イラスト:山藤章二 企画:APPカンパニー 販売:ポニーキャニオン （DVD） 2003年 Vol.1〜Vol.4
- 短編アニメーション 頭山 2002年 監督:山村浩二

### 落語を題材にした作品

#### 映画
- 映画 泣き笑い地獄極楽 1955年 監督:浜野信彦
- 映画 世にも面白い男の一生 桂春団治 1956年 監督:木村恵吾
- 映画 羽織の大将 1960年 監督:千葉泰樹
- 映画 落語天国紳士録 1960年 監督:青柳信雄
- 映画 おかしな奴 1963年 監督:沢島忠 - 三代目三遊亭歌笑
- 映画 色ごと師春団治 1965年 監督:マキノ雅弘
- 映画 春だドリフだ全員集合!! 1971年 監督：渡辺祐介
- 映画 陸軍落語兵 1971年 監督:弓削太郎
- 映画 の・ようなもの 1981年 監督:森田芳光
- 映画 花とアリス 2004年 監督:岩井俊二
- 映画 やじきた道中 てれすこ 2007年 監督:平山秀幸
- 映画 しゃべれども しゃべれども 2007年 監督:平山秀幸
- 映画 落語娘 2008年 監督:中原俊
- 映画 落語物語 2011年 監督:林家しん平
- 映画 月光ノ仮面 2012年 監督:板尾創路
- 映画 TOKYOてやんでぃ 2012年 監督:神田裕司
- 映画 もういちど 2014年 監督:板屋宏幸
- 映画 の・ようなもの のようなもの 2016年 監督:杉山泰一

#### テレビ
- テレビ番組 クライマックス 人生はドラマだ 第22回 「古今亭志ん生」 1960年 日本テレビ
- テレビドラマ アーラわが君 1969年 フジテレビ
- テレビドラマ 東芝日曜劇場 第933回 「秋は浪花のため息」 1974年 朝日放送
- テレビドラマ おりんさん 1983年 フジテレビ系列
- テレビドラマ ことしの牡丹はよいぼたん 1983年 フジテレビ
- テレビドラマ 泣いてたまるか 第6話 「こちら突撃リポーター」 1986年 TBS系列
- テレビドラマ 噺家カミサン繁盛記 1991年 フジテレビ
- テレビドラマ 金曜ドラマ タイガー&ドラゴン 2005年 脚本:宮藤官九郎 TBS系列
- テレビアニメ 落語天女おゆい 2006年 原作:桂歌若 作画:いけだたかし
- テレビドラマ 昭和の爆笑王ドラマスペシャル「林家三平ものがたり おかしな夫婦でどうもすいませーん!」 2007年 テレビ東京系列
- テレビドラマ ちりとてちん 2007年 （NHK連続テレビ小説）
- テレビドラマ 子ほめ 2007年 関西テレビ
- テレビドラマ プレミアムドラマ 人生、成り行き 天才落語家・立川談志 ここにあり 2013年 NHK BS
- テレビドラマ わろてんか 2017年（NHK連続テレビ小説）
- テレビドラマ BS笑点ドラマスペシャル 2017年 - 2020年 BS日テレ
- テレビドラマ いだてん〜東京オリムピック噺〜 （NHK大河ドラマ）2019年

#### ラジオ
- ドキュメンタリードラマ はなし塚異聞 2001年 脚本・案内役:桑名英文 NHKラジオ第1放送

#### 小説
- 小説・映画 鬼の詩 （小説）1974年 著:藤本義一 （映画）1975年 監督:村野鐵太郎
- 小説 決戦・日本シリーズ 1974年 著:かんべむさし
- 小説・テレビドラマ 志ん生一代 （小説）1977年 著:結城昌治 （テレビドラマ） おりんさん 1983年 制作:東海テレビ（フジテレビ系列）
- 小説 春桜亭円紫シリーズ 1989年〜 著:北村薫
- 小説・映画 上方苦界草紙 （小説）1991年 著:藤本義一 （映画）1991年 監督:村野鐵太郎
- 小説・映画 寝ずの番 （小説）1998年 著:中島らも （映画）2006年 監督:マキノ雅彦
- 小説 ファイティング寿限無 2005年 著：立川談四楼 （漫画）2016年 画：野部優美
- 小説 落語シリーズ《三人目の幽霊 他》 2001年 著：大倉崇裕
- 小説・ラジオドラマ・漫画・映画 しゃべれどもしゃべれども （小説）1998年 著:佐藤多佳子 （ラジオドラマ）1999年 NHK-FM （漫画）2007年 （映画）2007年 監督:平山秀幸
- 小説 ハナシがちがう!—笑酔亭梅寿謎解噺 2004年 著:田中啓文
- 小説・映画 落語娘（小説）2005年 著:永田俊也（映画）2008年 監督:中原俊
- 小説・映画 トワイライト ささらさや （映画）2014年 監督:深川栄洋

#### エッセイ
- エッセイ・映画・テレビドラマ 与太郎戦記（エッセイ）1979年 著:春風亭柳昇 （映画）与太郎戦記 1969年 監督:弓削太郎 続・与太郎戦記 1969年 監督:臼坂礼次郎 新・与太郎戦記 1969年 監督:田中重雄 与太郎戦記 女は幾万ありとても 1970年 監督:弓削太郎 （テレビドラマ）花王名人劇場 「春風亭柳昇の与太郎戦記 ああ出征の巻」 1983年 関西テレビ
- エッセイ・テレビドラマ （エッセイ）正蔵師匠と私 1988年 著:2代目林家正楽 （テレビドラマ）晴のちカミナリ 1989年 NHK総合テレビ
- エッセイ・テレビドラマ 噺家カミサン繁盛記 （エッセイ）1990年 著:郡山和世（柳家小三治夫人） （テレビドラマ）1991年 フジテレビ
- エッセイ・テレビドラマ 赤めだか（エッセイ）2008年 著:立川談春 （テレビドラマ）2015年 TBS

#### 漫画
- 漫画・まんが寄席：古典落語傑作選 1967年 著:前谷惟光
- 漫画・テレビドラマ じんじんの仁 （漫画）1973年 原作:小松君郎 作画:影丸譲也 （テレビドラマ）1974年 東京12チャンネル（現 テレビ東京）
- 漫画 お笑いを一席！1975年 著：すなこ育子[35]
- 漫画 パタリロ! 1978年 著:魔夜峰央
- 漫画 寄席芸人伝 1982年 著:古谷三敏
- 漫画 こんこんちきち 1996年 著:なかいま強
- 漫画 山遊亭海彦 1997年 原作:立川談四楼 作画:さだやす圭
- 漫画 風とマンダラ 1998年 著:立川志加吾（現・雷門獅篭）
- 漫画 え〜カミさんを一席 2000年 著:星野めみ
- 漫画 帰ってきたえ〜カミさんを一席 2003年 著:星野めみ
- 漫画 たまちゃんハウス 2005年 著:逢坂みえこ
- 漫画 如春亭にようこそ 2006年 著:星野めみ
- 漫画 雷とマンダラ 2006年 著:雷門獅篭
- 漫画 オチケン 2006年 著:むっく（同人誌）
- 漫画 風間亭やんわり 2008年 著:風間やんわり（落語の演題を現代の解釈で漫画化）
- 漫画 わらばな 原作:田中啓文 作画:たなかしえ
- 漫画 じょしらく 2009年 原作:久米田康治 作画:ヤス
- 漫画 どうらく息子 2010年 著:尾瀬あきら 監修:柳家三三
- 漫画 昭和元禄落語心中 2011年 著:雲田はるこ
- 漫画 うちの師匠はしっぽがない 2019年 著:TNSK
- 漫画 あかね噺 2022年 原作:末永裕樹 作画:馬上鷹将

#### その他
- 舞台 すててこてこてこ 1996年 脚本:吉永仁郎
- 舞台 劇団こまつ座公演 圓生と志ん生 初演:2005年 脚本:井上ひさし
- ミュージカル  昭和元禄落語心中　初演:2025年  原作:雲田はるこ 企画:山崎育三郎

## 関連書籍
歴史書
- 暉峻康隆『落語の年輪』（2分冊、河出文庫）
- 『名人名演落語全集』の1巻〜8巻まで

落語家のバイオグラフィーや襲名記録をまとめたもの
- 橘左近『東都噺家系図』
- 『古今東西落語家事典』
- 小島貞二『古今東西噺家紳士録』エーピーピーカンパニー、2000年（CD-ROM＋解説書）ISBN 4998082000
- 山本進 『図説落語の歴史』 河出書房新社 2006年 ISBN 4-309-76079-1

解説書
- 『もう一度学びたい落語のすべて』大友浩、西東社, 2008
- 『古典・新作落語事典』瀧口雅仁（丸善出版、2016年）